# 1989 WT
1989 WT är en asteroid i huvudbältet som upptäcktes den 20 november 1989 av de båda japanska astronomerna Seiji Ueda och Hiroshi Kaneda i Kushiro.
Asteroiden har en diameter på ungefär 5 kilometer.